# كفر الشنهاب
قرية كفر الشنهاب هي إحدى القرى التابعة لمركز المنصورة في محافظة الدقهلية في جمهورية مصر العربية. حسب إحصاءات سنة 2006، بلغ إجمالي السكان في كفر الشنهاب 3823 نسمة، منهم 1976 رجل و1847 امرأة.